# Antonio Maria Biscioni
Antonio Maria Biscioni, né le 14 août 1674 à Florence et mort le 4 mai 1756, est un érudit et philologue italien.

## Biographie
Antonio Maria Biscioni naquit à Florence le 14 août 1674. Il termina ses propres études en instruisant dans les belles-lettres des jeunes gens, dont plusieurs s’y firent ensuite un nom, tels que le prélat Giovanni Gaetano Bottari et quelques autres. Le grand-duc Cosme III lui ayant accordé quelques bénéfices simples, il se fit prêtre, reçut le doctorat en théologie dans l’Université de Florence, et se livra pendant quelques années à la prédication, surtout dans la Basilique San Lorenzo, où il était titulaire d’une chapelle, et où il exerça depuis 1698 jusqu’en 1700, les fonctions de curé. Le chapitre le nomma, en 1713, garde de la Bibliothèque Laurentienne, et le réélut en 1725, 1729 et 1739 ; mais, quelques efforts qu’il fit, quelque adresse et quelques écrits qu’il employât pour se faire donner ce titre à perpétuité, il ne put l’obtenir. Dans cette place, il apprit le grec ancien, l’hébreu et les autres langues orientales, et fit surtout une étude particulière de la langue italienne. Il trouva un utile patron dans Nicolas Panciatichi, l’un des nobles florentins les plus distingués et les plus riches, qui lui offrit sa maison, où il demeura pendant onze ans, le fit instituteur de ses fils, son bibliothécaire, archiviste, secrétaire, historiographe, titres accompagnés de forts appointements, de gratifications et de plusieurs bons bénéfices. Il mit dans un excellent ordre les livres et les titres, et s’occupa pendant vingt-cinq ans de l’histoire de cette famille. Il fut aussi nommé protonotaire apostolique, examinateur synodal à Florence et à Fiesole ; et dans ces deux diocèses, réviseur des cas de conscience. Enfin, en 1741, le grand-duc le fit, proprio motu, bibliothécaire royal de la Bibliothèque Laurentienne, et de plus, en 1745, chanoine de la collégiale de St-Laurent. Il remplit ses fonctions de bibliothécaire avec un zèle qui fut très-utile aux gens de lettres et au public, et entreprit avec beaucoup d’ardeur plusieurs travaux littéraires, dont la plupart furent interrompus par sa mort, arrivée le 4 mai 1756. Il laissa une bibliothèque riche en éditions rares et en manuscrits. Après sa mort, le grand-duc l’acheta et la partagea entre les deux bibliothèques Laurentienne et Magliabecchienne. Biscioni jouit de son vivant de beaucoup de renommée, et plusieurs écrivains lui ont donné de grands éloges. Il a pourtant laissé peu d’ouvrages de son propre fonds ; presque tout ce qu’il a publié consiste en notes, commentaires, préfaces, lettres ou dissertations dont il accompagnait les éditions qu’il donna d’un grand nombre d’auteurs ; tels que la préface et les notes de son édition des Prose di Dante Alighieri e di Gio. Boccaccio, Florence, 1713 et 1728, in-4° ; ses notes sur les satires de Benedetto Menzini ; sa préface et ses notes sur le Riposo de Raffaello Borghini, 1730, 1730, in-4° ; ses notes sur le Malmantile racquistato de Lorenzo Lippi ; la Vie d’Anton Francesco Grazzini, dit le Lasca, en tête d’une édition de ses poésies accompagnées de notes, Florence, 1741, in-8°, etc. Un des seuls ouvrages, et le seul peut-être qui lui appartienne en propre, est le Parere, ou avis, qu’il publia pour défendre l’édition des Canti Carnascialeschi (Chants du Carnaval), donnée par ce même Lasca, contre la réimpression qui en fut faite par l’abbé Bracci : Parere sopra la seconda edizione de’ Canti Carnascialeschi e in difesa della prima edizione, etc., Florence, 1750, in-8°. Il avait commencé l’impression du catalogue de la Bibliothèque Laurentienne, dont le 1er volume, qui contient les manuscrits orientaux, fut magnifiquement imprimé à Florence, 1752, in-fol., mais ne parut que plusieurs années après, par les soins du chanoine Giulianelli, qui y joignit le catalogue des manuscrits grecs. Le chanoine Angelo Maria Bandini, successeur de Biscioni, a continué ce travail. Biscioni laissa en manuscrit des additions, des notes, des remarques critiques sur plusieurs ouvrages, et de plus trois volumes in-fol. d’une Histoire de la noble famille des Panciatichi, de Florence ; des mémoires de sa propre famille, et deux écrits satiriques assaisonnés d’un sel assez âcre, intitulés, l’un Ecatombe, l’autre Regolo, ossia lo Stitico (le Bourru), commedia, dirigés contre les ennemis qui s’étaient opposés si obstinément et si longtemps à ce qu’il fût nommé garde perpétuel de la Bibliothèque Laurentienne.